# Siraj-ud-Daula

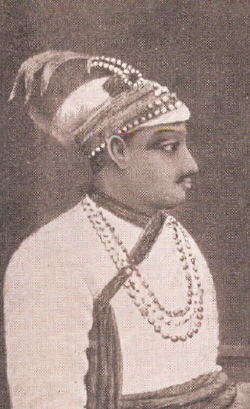
Siraj-ud-Daula

Siraj-ud-Daula (geboren als Mirza Muhammad Siraj ud-Daula; bengalisch সিরাজউদ্দৌলা Sirājuddaulā; englisch: Siraj-ud-Daulah; * 1733 in Murshidabad; † 2. Juli 1757) war der letzte unabhängige Nawab von Bengalen, der von 1756 bis 1757 regierte. Das Ende seiner Herrschaft markierte den Beginn der Herrschaft der British East India Company über Bengalen und später fast den gesamten indischen Subkontinent. 

## Leben
Siraj stieg am 9. April 1756 zum Nawab auf, nachdem sein Großvater mütterlicherseits, Alivardi Khan, gestorben war. Nachdem die British East India Company seinen Anweisungen zum Stopp der Erweiterung von Fort William bei Kalkutta nicht folgte, eroberte er kurzzeitig die Stadt. Von Mir Jafar, dem Befehlshaber seiner Armee verraten, verlor Siraj aber am 23. Juni 1757 die Schlacht von Plassey gegen die Streitkräfte der British East India Company unter Robert Clive. Siraj-ud-Daula versuchte zu fliehen, wurde jedoch von Mir Jafar gefangen genommen und am 2. Juli 1757 hingerichtet.
Die Verwaltung Bengalens geriet unter den Einfluss der British East India Company. Mir Jafar wurde von dieser zum Nawab von Bengalen eingesetzt. 